# Трудовая партия (Новая Каледония)
Трудовая партия (фр. Parti travailliste) — радикальная революционно-социалистическая политическая партия, выступающая за независимость Новой Каледонии. Учреждена 17-18 ноября 2007 года на съезде Ривьер-Сале в Нумеа в присутствии известного французского альтерглобалистского активиста Жозе Бове. Идеологически близка к троцкистским силам в метрополии.

## Краткая характеристика
По сути, является политическим крылом Профсоюза рабочих и эксплуатируемых канаков (Union syndicale des travailleurs kanaks et des exploités, USTKE). Партия впервые представила кандидатов в двух округах на парламентских выборах во Франции 2007 года и ныне располагает одним депутатом в Конгрессе Новой Каледонии. 
Стремится занимать более левые позиции, чем Канакский социалистический фронт национального освобождения (FLNKS). Первоначально у партии не было ни президента, ни офиса, лишь руководство из примерно сорока человек, пока на съезде в ноябре 2008 года её главой не был избран основатель USTKE Луи Котра Урегей.

## Политическое позиционирование
Трудовая партия с момента своего создания находилась на крайнем левом фланге политического спектра Новой Каледонии. В метрополии Франции её поддерживают Новая антикапиталистическая партия и Жозе Бове. Она опирается на структурированную организацию профсоюза USTKE.
Продолжая позицию USTKE, в 1998 году выступившего против соглашения Нумеа, партия также негативно относилась к переговорам о новом переходном статуте, требуя для острова независимости с 2014 года. Стремясь быть антикапиталистической и энвайронменталистской силой, партия критически относится к промышленным проектам на севере и юге острова. Декларирует, что ставит в центр интересы народа и канакской культуры. Отстаивает защиту местной занятости и ограничения поселенческой иммиграции из Франции.

## Участие в выборах
Партия поддерживала двух кандидатов на парламентских выборах во Франции 2007 года. Луи Котра Урегеи получил 5,45 % голосов в 1-м избирательном округе Новой Каледонии, а Франсуа-Ксавье Апок — 6,20 % во 2-м.
На выборах в Конгресс Новой Каледонии 10 мая 2009 года партия получила 7,97 % голосов и 3 депутатских мандата. В Северной провинции за неё проголосовало 11,97 % избирателей, а на островах Луайоте — 20,06 %. В 2010 году вместе с FLNKS поддерживала кандидатуру Каролины Мачоро из Каледонского союза на пост президента Конгресса. На выборах 2014 и 2019 годов от Трудовой партии в Конгресс Новой Каледонии избирался один депутат.